# Свети Наум Охридски (Тринген)
„Свети Наум Охридски“ (на македонска литературна норма: „Свети Наум Охридски“, на немски: "St. Naum Ohridski") е православен храм в Тринген, кантон Люцерн, Швейцария от Европейската епархия на Македонската православна църква – Охридска архиепископия.

## История
Градежът на църквата започва в 2005 година. В архитектурно отношение е кръстокуполен храм с притвор на запад.